# Eloy Teruel
Eloy Teruel Rovira (ur. 20 listopada 1982 w Murcji) – hiszpański kolarz torowy i szosowy, trzykrotny medalista mistrzostw świata i brązowy medalista mistrzostw Europy w kolarstwie torowym. Zawodnik profesjonalnej grupy Movistar Team.

## Kariera
Pierwszy sukces w karierze Eloy Teruel osiągnął w 2007, kiedy zdobył złoty medal w scratchu w kategorii U-23 podczas torowych mistrzostw Hiszpanii. Trzy lata później został mistrzem kraju indywidualnej jeździe na czas zawodników bez kontraktów. W 2010 wystąpił także na torowych mistrzostwach świata w Kopenhadze, gdzie wspólnie z kolegami z reprezentacji zajął ósmą pozycję w drużynowym wyścigu na dochodzenie. Swój największy sukces osiągnął podczas rozgrywanych w 2013 torowych mistrzostw świata w Mińsku, podczas których zdobył srebrny w wyścigu punktowym. W zawodach tych wyprzedził go jedynie Brytyjczyk Simon Yates, a trzeci był Rosjanin Kiriłł Swiesznikow. W tym samym roku zdobył też brązowy medal w tej konkurencji podczas mistrzostw Europy w Apeldoorn. W 2014 roku był trzeci w wyścigu punktowym podczas mistrzostw świata w Cali, ustępując tylko Kolumbijczykowi Edwinowi Ávili i Thomasowi Scully'emu z Nowej Zelandii.
W 2012 brał udział w igrzyskach olimpijskich w Londynie zajmując szóste miejsce w drużynowym wyścigu na dochodzenie i dziewiąte w omnium. Od 2013 jest zawodnikiem grupy Movistar Team.